# 陸軍特別志願兵制度

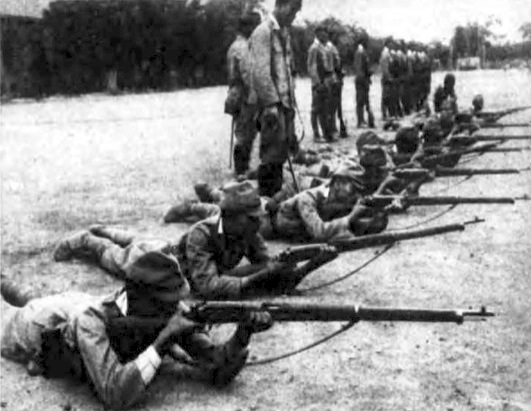
受訓中的陸軍特別志願兵

陸軍特別志願兵制度是大日本帝國在朝鮮、臺灣實施的陸軍募兵制度，兩地先後自1938年、1942年實施，而兩地在1943年8月1日實施海軍特別志願兵制度。對於進一步的全面徵兵，朝鮮在1942年5月公告徵兵制，台灣在1944年4月19日公告徵兵。

## 背景
1937年第二次上海事變爆發後，台灣總督府即已開始徵用軍伕擔負軍中雜役。隨著第二次日中戰爭的昇高與擴大，台灣人也受徵調為翻譯人員，經訓練後負責翻譯福建話、廣東話與北京官話。在戰爭期間，台灣的軍夫及翻譯人員的數目被列為軍事機密，所以從一般資料中無法得知總人數（周婉窈 1996，185）。

## 沿革
1938年（昭和13年）2月22日，日本公告《陸軍特別志願兵令》，並在同年4月3日對朝鮮實施陸軍志願兵制度，募兵對象為朝鮮青年；在6月14日先暫時在京城帝國大學設置「朝鮮總督府陸軍兵志願者訓練所」，作為志願兵的訓練場所，在9月5日遷到京畿道楊州郡蘆海面孔德里。在臺灣方面，日本在1942年2月27日公告修正《陸軍特別志願兵令》，將台灣亦納入陸軍特別志願兵制度，並在4月1日實施，並同時在臺北市六張犁設置「臺灣總督府陸軍志願兵訓練所」（原址現為六張犁社會住宅）。為了招募志願兵，台灣總督府在1942年（昭和17年）1月16日公布《陸軍志願兵訓練所生徒募集綱要》，只要年滿17歲、沒有重大前科、符合標準體格的台灣男子，均可接受申請。申請期限約1個月，之後經過身家調查、筆試與口試後，即可入伍接受訓練。
陸軍特別志願兵制度開始實施以後，一方面在戰時體制下，經濟發展停頓，求職困難；另一方面則是受到皇民化運動的影響，年輕人以加入志願兵視為「愛國」情操，台灣人對於志願兵制度的反應可說是相當熱烈。在1942年，共有425,921名台灣人應徵1,000人左右的志願兵位置，約等於100個男子中即有14人申請（佔當時台灣成年男性總數的14%）。第二回的志願人數更多，共有601,147人應徵1,000人左右的名額（周婉窈 1996，186-7）。第三期於1944年開徵2,200名額。另有高砂族陸軍特別志願兵的招募，皆施以特種作戰訓練半年，都要接受傘兵訓練；共兩期，第一期500名，第二期800名。